# Max-Planck-Institut für Polymerforschung
Das Max-Planck-Institut für Polymerforschung (MPI-P) in Mainz ist ein Zentrum zur Erforschung neuer Materialien aus Polymeren.
Das Mainzer MPI-P im Jakob-Welder-Weg wurde am 1. Juni 1983 gegründet und ist eines der 82 Institute, die die Max-Planck-Gesellschaft (MPG) unterhält. Gründungsdirektoren waren Erhard W. Fischer (1929–2011) und Gerhard Wegner. Innerhalb der MPG ist das Institut der Chemisch-Physikalisch-Technischen Sektion zugeordnet. Am Institut arbeiten derzeit über 500 Mitarbeiter aus dem In- und Ausland mit dem Ziel der Herstellung und Charakterisierung von Polymeren, um Grundlagenwissen für neue Anwendungen in den Bereichen Elektronik, Energietechnik, Medizin, Fahrzeugbau und Materialtechnik zu erschließen.

## Arbeitsgebiete
Das Institut widmet sich der Grundlagenforschung auf dem Gebiet der weichen Materie, insbesondere von Polymeren. Ziel ist der Erkenntnisgewinn über Zusammenhänge von chemischer Struktur, physikalischen Eigenschaften und Funktion makromolekularer Materialien. Zu diesem Zweck ist die wissenschaftliche Arbeit des MPI-P nicht streng in Abteilungen, sondern fächerübergreifend organisiert.
Die Hauptaktivitäten des Instituts können wie folgt zusammengefasst werden:
Synthetische makromolekulare Chemie
- Entwicklung neuer Synthesemethoden
- Herstellung von Polymeren mit unkonventioneller Struktur
- Entwicklung von Systemen selektiver Funktionalität, insbesondere von Polymeren, die Ladungen oder bestimmte Moleküle transportieren

Supramolekulare Architekturen
- Erzeugung von Polymeren mit kolumnarer Struktur
- Systeme mit Aggregation über Wasserstoffbrücken
- hochverzweigte Makromoleküle
- Modellmembranen
- ultradünne Filme und Schichten
- definiert strukturierte organisch-anorganische Hybridsysteme,
- Oberflächenbeschichtungen mit Bio-Funktionalität

Struktur und Dynamik von makromolekularen Systemen
- Untersuchung der molekularen und kollektiven Dynamik von Polymersystemen
- Transportphänomene im glasartigen Zustand
- Organisationsverhalten und Dynamik von Block-Copolymeren
- Eigenschaften von synthetischen und natürlichen Polyelektrolyten

Entwicklung und Optimierung von experimentellen und theoretischen Methoden zur Polymercharakterisierung
- Festkörper-Kernresonanz-Spektroskopie
- Elektronen-Spin-Resonanz-Spektroskopie
- Massenspektrometrie
- Optik nicht-linearer Eigenschaften
- Oberflächen-Plasmonen-Optik
- Raster-Sonden-Mikroskopie, Röntgen- und Lichtstreuung
- Rheologie
- Computersimulationen der Statik und Dynamik von Schmelzen, Netzwerken, Mischungen und des Aggregationsverhaltens
- analytische Theorie auf der Grundlage der statistischen Mechanik
- numerische Computersimulation
- Messung von Oberflächenkräften

Oberflächen- und Grenzflächeneigenschaften von Polymeren
- Charakterisierung von Makromolekülen an Oberflächen und Grenzflächen
- Wechselwirkung von Makromolekülen mit anderen Materialien
- Molekulare Erkennung
- Verbundwerkstoffe
- Adhäsion
- Nanotechnologie

## Direktoren
Das Max-Planck-Institut für Polymerforschung beherbergt sechs Abteilungen, denen je ein Direktor voransteht.
- Molekulare Elektronik, Direktor: Paul Blom
- Molekulare Spektroskopie, Direktor: Mischa Bonn
- Physik der Grenzflächen, Direktor: Hans-Jürgen Butt
- Biomolekulare Mechanik: Frauke Gräter
- Physikalische Chemie der Polymere, Direktorin: Katharina Landfester
- Synthese von Makromolekülen, Direktorin: Tanja Weil

## Emeriti und ehemalige Direktoren
Emeriti
- Polymerspektroskopie, Direktor 1985–2012: Hans Wolfgang Spiess
- Festkörperchemie, Direktor 1983–2008: Gerhard Wegner
- Theorie der Polymere, Direktor: Kurt Kremer

Ehemalige Direktoren
- Physik der Polymere, Direktor 1983–1997: Erhard W. Fischer
- Materialwissenschaft, Direktor 1993–2008: Wolfgang Knoll
- Synthetische Chemie, Direktor: 1989–2016: Klaus Müllen

## Forschungsgruppen
Neben den Hauptabteilungen existieren von geförderten Nachwuchswissenschaftler geführte Forschungsgruppen.
- Röntgenstreuung an weicher Materie, Gruppenleiterin  Katrin Amann-Winkel
- Theoretische Spektroskopie, Gruppenleiter  Daniel Keefer, ERC Starting Grant
- Organische Bioelektronik, Gruppenleiterin  Ulrike Kraft, Lise Meitner Gruppe
- Datengetriebene Analyse von Systemen weicher Materie, Gruppenleiterin Oleksandra Kukharenko